# Великий национальный альянс (Гватемала)
Великий национальный альянс (исп. Gran Alianza Nacional; GANA) — бывшая правая консервативная политическая партия Гватемалы. Партия была основана в 2002 году. Сокращение названия GANA также сходно по написанию с глаголом gana от ganar (победить).

## История
Великий национальный альянс был основан для участия в выборах 2003 года. В него вошли Патриотическая партия, Реформаторское движение и Партия национальной солидарности.
В результате Альянс получил на парламентских выборах 24,3% голосов и 47 из 158 мест Конгресса. Одновременно кандидат в президенты от Альянса Оскар Бергер Пердомо набрал 34,3% голосов в 1-м туре и вышел во 2-й тур президентских выборов. Во 2-м туре Бергер набрал 54,1% и стал президентом Гватемалы.
Патриотическая партия вышла из Альянса в течение первых месяцев президентства Оскара Бергера. В ноябре 2005 года Партия национальной солидарности также прекратила своё участие в Альянсе, после чего альянс превратился в Партию роста (Crecer). В августе альянс покинуло Реформаторское движение.
На выборах 2007 года кандидат в президенты от партии Алехандро Джамматтеи получил 17% голосов, заняв 3-е место. Несмотря на партийный раскол Альянс получил на парламентских выборах 37 мест, став второй партией Конгресса.
На выборах 2011 года партия выступала в коалиции с партией Национальный союз надежды. На следующих выборах 2015 года генеральный секретарь партии Хаим Мартинес решил участвовать под эгидой партии Обновлённая демократическая свобода.
28 сентября 2018 года Верховный избирательный трибунал Гватемалы прекратил деятельность партии.

## Участие в выборах

### Парламентские выборы
| Год выборов | Голосов | %      | Конгресс  |
| ----------- | ------- | ------ | --------- |
| 2003        | 620 121 | 24,3%  | 49 из 158 |
| 2007        | 522 480 | 16,51% | 37 из 158 |
| 2011        |         |        | 8 из 158  |